# Villa Sőtér
Le villa Sőtér (en hongrois : Sőtér-villa) est un édifice situé dans le 1er arrondissement de Budapest.